# Ulmus integrifolia
Ulmus integrifolia är en almväxtart som beskrevs av William Roxburgh. Ulmus integrifolia ingår i släktet almar, och familjen almväxter. Inga underarter finns listade i Catalogue of Life.